# Westfield Connecticut Post
Westfield Connecticut Post, originalmente con el nombre de Connecticut Post Shopping Center y luego Connecticut Post Mall, es un centro comercial de tres niveles, localizado en la Boston Post Road (Ruta 1) en Milford, Connecticut. Actualmente es propiedad y operado por The Westfield Group. Fue construido por Sol Atlas y abrió en 1960, con la tienda ancla de descuento Caldor y el supermercado Stop & Shop en los lados opuestos. En 1962, la sexta filial de la tienda departamental Alexander's abrió. Inicialmente, el centro comercial había sido construido de un piso y todas las tiendas estaban en el primer nivel hasta que lo remodelaron en 1981.

## Expansión
El centro comerciales pasó por varias renovaciones a finales de los 1980, agregando un nuevo food court llamado Skyview Cafe food court, en la que la tienda Alexander's terminó siendo clausurada.
El centro comercial se opone rotundamente al centro comercial New Haven Galleria en Long Wharf, al haber interpuesto 15 demandas.
Una expansión de $118 millones 480,000-square-foot fue hecho entre 2005 y 2006, y se construyó:
- un nivel adicional para el estacionamiento
- a 75,000 pies cuadrados[9] un tercer piso para Macy's
- una gran expansión al edificio principal con 55,000 pies cuadrados[9] un cine (Connecticut Post 14 Cinema de Lux, reemplazando al Milford Fourplex, anteriormente localizado en el edificio adyacente), un nuevo food court y dos nuevas anclas, Dick's Sporting Goods y Target.

## Anclas
- Dick's Sporting Goods (parte de la antigua Caldor)
- JCPenney (155,000 pies cuadrados) (parte de Alexander's)
- Macy's (225,000 pies cuadrados) (originalmente G. Fox, después Filene's)
- Sears (194,000 sq. ft.) (anteriormente Stop & Shop)
- Target (parte de la antigua Caldor)